# Черпа
 Черпа  — деревня в Кильмезском районе Кировской области в составе Паскинского сельского поселения.

## География
Расположена на расстоянии примерно 21 км по прямой на север-северо-восток от райцентра поселка Кильмезь.

## История
Известна с 1873 года как починок, в котором дворов 14 и жителей 145. В 1905 году здесь (уже деревня) дворов 43 и жителей 320, в 1926 (Черпа или Талый Ключ) 67 и 363, в 1950 63 и 251, в 1989 36 жителей.

## Население
Постоянное население составляло 15 человек (русские 93%) в 2002 году, 1 в 2010.